# Lorraine (automóviles)

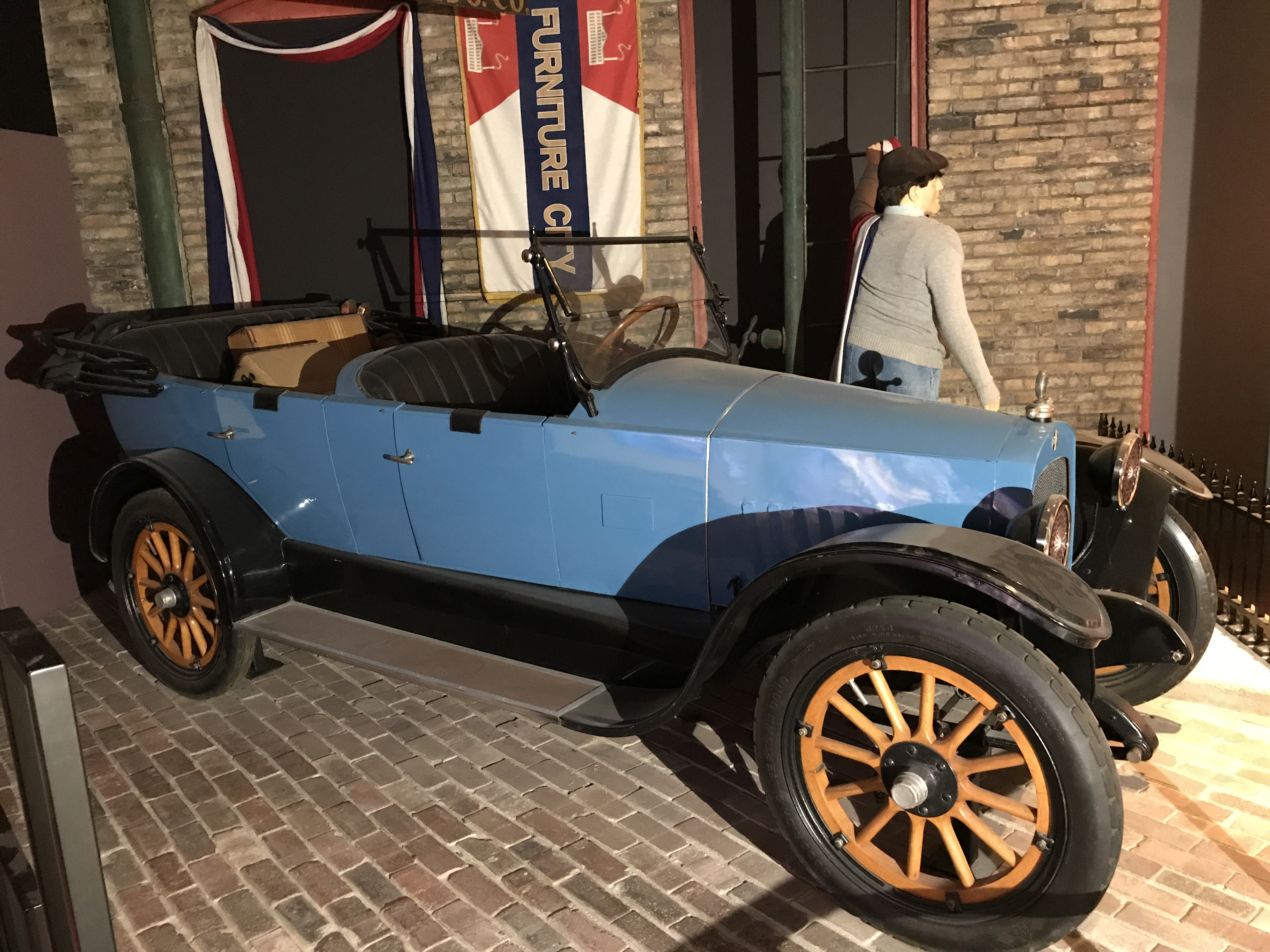
Lorraine Tourer, exhibido en el Museo Público de Grand Rapids (Míchigan)

Lorraine Motors Corporation fue una empresa productora de automóviles estadounidense con fábricas en Grand Rapids y Detroit, Míchigan, activa entre 1920 y 1922, período en el que construyó vehículos con la marca Lorraine.

## Historia
El Lorraine fue un automóvil ensamblado que sucedió al Hackett. El vehículo, propulsado por un motor Herchell-Spillman de cuatro cilindros y 192 pulgadas cúbicas (3,1 L), estaba disponible con carrocería de cuatro puertas, tanto abierta como cerrada. Eran automóviles de precio medio, con un coste de 1425 dólares en 1920.
Solo se fabricaron entre 250 y 300 unidades con la marca de la compañía. El último automóvil Lorraine Touring conocido se exhibe en el Museo Público de Grand Rapids.